# Donacochara
Donacochara este un gen de păianjeni din familia Linyphiidae.
Cladograma conform Catalogue of Life:
| Donacochara | \| \| Donacochara deminuta \| \| \| \| \| \| Donacochara speciosa \| \| \| \| |
|             | \| \| Donacochara deminuta \| \| \| \| \| \| Donacochara speciosa \| \| \| \| |
|             | Donacochara deminuta                                                          |
|             |                                                                               |
|             | Donacochara speciosa                                                          |
|             |                                                                               |